# جنگ جهانی

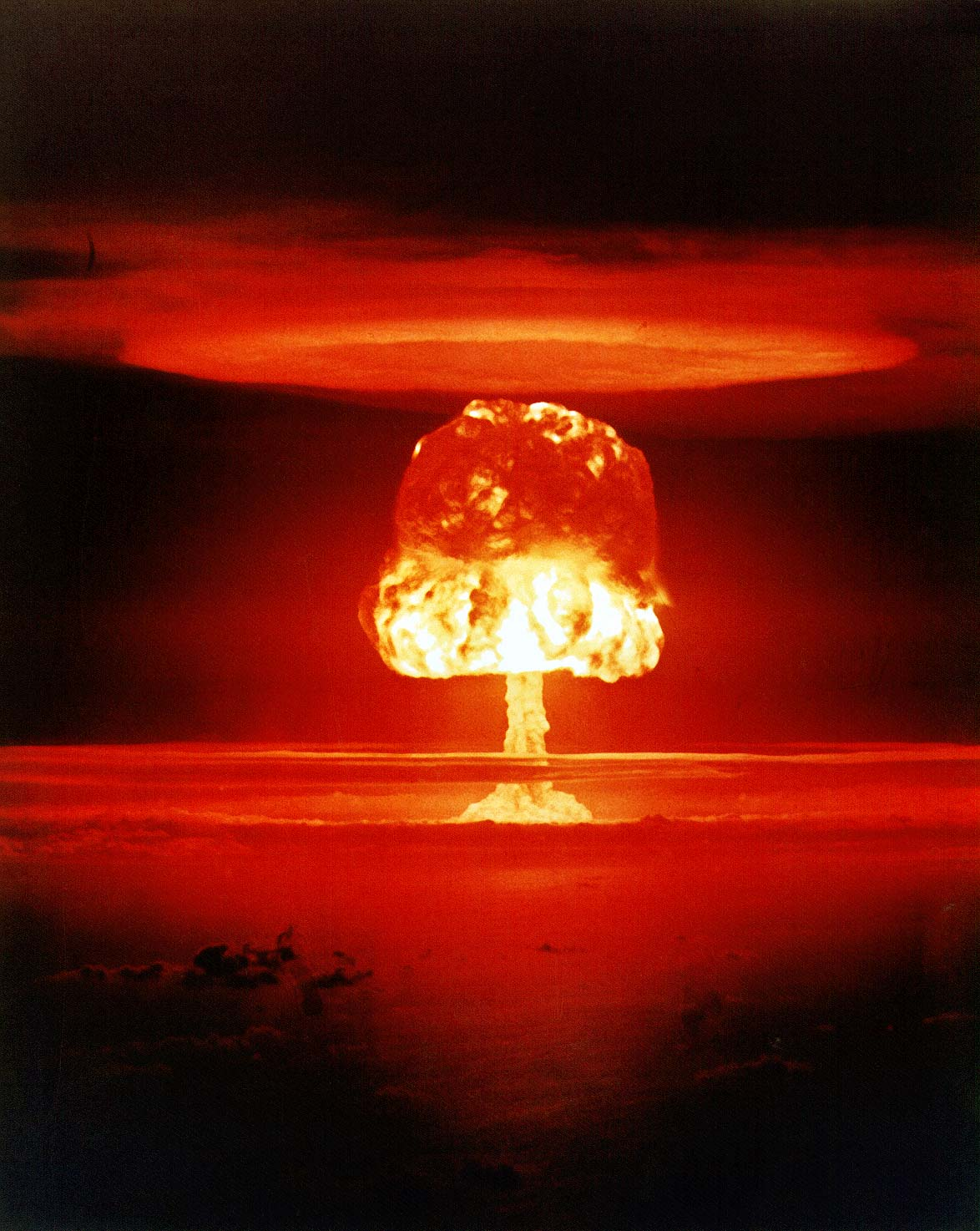
تصویری از آزمایش اتمی قلعه رومئو توسط ایالات متحده آمریکا

جنگ جهانی (به انگلیسی: world war) درگیری نظامی گسترده‌ای است که همه یا بیشتر قدرت‌های اصلی جهان را شامل شود. این عنوان معمولاً به دو جنگ بزرگ که در سده بیستم رخ داد؛ یعنی «جنگ جهانی اول» و «جنگ جهانی دوم» گفته می‌شود.
بعضی از تاریخ‌نگاران از «جنگ جهانی سوم» و «جنگ جهانی چهارم» صحبت کرده‌اند. برخی درگیری‌های بین‌المللی مانند جنگ نه‌ساله، جنگ هفت‌ساله، جنگ های ناپلئونی، جنگ سرد و جنگ علیه تروریسم درگیری جهانی شمرده می‌شوند، اما معمولا جنگ جهانی نام نمیگیرند.

## ریشه‌شناسی واژه
اولین کاربرد شناخته‌شده واژهٔ جنگ جهانی به زبان انگلیسی، در فرهنگ انگلیسی آکسفورد از روزنامه اسکاتلندی «The People's Journal» در سال ۱۸۴۸ اینگونه ذکر شده‌است: «اکنون جنگ بین قدرت‌های بزرگ لزوماً یک جنگ جهانی است.» کارل مارکس و فردریش انگلس، در مجموعه‌ای از مقالات منتشرشده در حدود سال ۱۸۵۰ به‌نام «مبارزات طبقاتی در فرانسه» از اصطلاح «جنگ جهانی» استفاده کرده‌اند. در سال ۱۸۸۹، راسموس بی‌اندرسون یک قسمت از اساطیر توتونی را جنگ جهانی(به سوئدی: världskrig) توصیف کرد. این توصیف را با یک بیت از شعر حماسی اسکاندیناوی قدیمی، "Völuspá: folcvig fyrst I heimi" (اولین جنگ بزرگ در جهان) توجیه کرد.
برای اولین بار در سپتامبر ۱۹۱۴، زیست‌شناس و فیلسوف آلمانی ارنست هکل، اصطلاح «جنگ جهانی اول» را استفاده کرد و ادعا کرد که: (شکی نیست که فرایند و ماهیت ترسناک «جنگ اروپایی»... به معنای دقیق کلمه، به جنگ جهانی اول تبدیل خواهد شد.) در ۲۰ سپتامبر ۱۹۱۴، براساس یک گزارش در ایندیاناپلیس استار به انگلیسی اصطلاح «جنگ جهانی اول» توسط سرهنگ دوم چارلز کورت استفاده شده بود؛ به عنوان نامی برای دفتر خاطراتش (منتشر شده در سال ۱۹۲۰). او بحث خود را دربارهٔ این موضوع با سرگرد جانستون از دانشگاه هاروارد در دفتر خاطرات خود در ۱۰ سپتامبر ۱۹۱۸ یادداشت کرده بود.
مجله تایم در صفحه ۲۸b از شماره ۱۲ ژوئن ۱۹۳۹ اصطلاح «جنگ جهانی اول» را به‌کار برد. در همین مقاله، در صفحه ۳۲، برای اولین بار از گزارهٔ «جنگ جهانی دوم» برای توصیف جنگ پیش رو استفاده شد. اولین استفاده همزمان با جنگ واقعی در شماره ۱۱ سپتامبر ۱۹۳۹ انجام شد. یک هفته قبل‌تر، در ۴ سپتامبر، یک روز پس از اعلام جنگ فرانسه و بریتانیا به آلمان، روزنامهٔ دانمارکی Kristeligt Dagblad از این اصطلاح در صفحه اول خود استفاده کرد و نوشت: «جنگ جهانی دوم دیروز در ساعت ۱۱ صبح آغاز شد».
برای اشاره به دو جنگ جهانی در زبان فارسی از گزارهٔ «جنگ اول و دوم بین‌الملل» هم استفاده می‌شود.

## تاریخچه

### جنگ جهانی اول
جنگی بود که از ۲۸ ژوئیهٔ ۱۹۱۴ تا ۱۱ نوامبر ۱۹۱۸ میلادی (۵ مرداد ۱۲۹۳ تا ۱۹ آبان ۱۲۹۷ شمسی) رخ داد. از نظر تاریخ فناوری، مقیاس جنگ جهانی اول در پیِ انقلاب صنعتی دوم و جهانی شدن ناشی از آن ممکن شد؛ زیرا امکان پیشروی قدرت‌های جهانی و تولید انبوه تسلیحات نظامی را فراهم کرد. ساختار پیچیدهٔ اتحادهای نظامی متضاد با هم (امپراتوری آلمان و اتریش-مجارستان در برابر امپراتوری بریتانیا، روسیه و فرانسه)، در صورت وقوع درگیری، می‌توانست منجر به جنگ تمام‌عیار در سراسر جهان شود. با توجه به اینکه قدرت‌های درگیر دارای قلمروهای فرادریایی بودند، چنین جنگی مانند دومینو به سراسر جهان گسترده می‌شد، زیرا منابع مستعمرات عاملی بسیار اثرگذار در توان سیاسی-نظامی قدرت‌ها بودند. در نتیجه سربازان به مستعمرات دیگر حمله می‌کردند و درگیری‌ها بیش از جنگ‌های پیشین گسترش می‌یافت.
در جنگ جهانی اول جنایات جنگی رخ داد. با وجود کنوانسیون‌های ۱۸۹۹ و ۱۹۰۷ لاهه که استفاده از سلاح‌های شیمیایی را در جنگ غیرقانونی اعلام کرده بود، از این سلاح‌ها در جنگ استفاده شد. امپراتوری عثمانی متهم به نسل‌کشی ارمنی‌ها در طول جنگ جهانی اول و همچنین برخی جنایات جنگی بود.

### جنگ جهانی دوم
این جنگ از ۱ سپتامبر ۱۹۳۹ تا ۲ سپتامبر ۱۹۴۵ میلادی (۹ شهریور ۱۳۱۸ تا ۱۱ شهریور ۱۳۲۴ خورشیدی) رخ داد و تنها درگیری است که در آن از سلاح هسته‌ای استفاده شده‌است؛ ایالات متحده آمریکا دو شهر هیروشیما و ناکازاکی را در امپراتوری ژاپن، توسط بمب‌های اتمی ویران کرد. آلمان نازی، به رهبری آدولف هیتلر، مسئول جنایت‌های جنگی بسیاری مانند هولوکاست بود. ایالات متحده، شوروی و کانادا برخی اقلیت‌ها را اخراج و زندانی کردند. بسیاری از آلمانی‌ها عمدتاً به دلیل درگیری، بعداً از اروپای شرقی اخراج شدند. ژاپن مسئول حمله به کشورهای بیطرف بدون اعلان جنگ بود (مانند حمله به پرل هاربر)، همچنین به دلیل رفتار خشن و کشتار اسیران جنگی متفقین و ساکنان آسیا شناخته شده‌است. غیرنظامیان به اندازه جنگجویان آسیب دیدند و تمایز بین جنگجویان و غیرنظامیان اغلب در هر دو درگیری مبهم بود.
نتیجه جنگ تأثیر عمیقی بر تاریخ جهان گذاشت. امپراتوری‌های قدیمی اروپایی در نتیجه جنگ‌ها فروپاشیدند یا از بین رفتند. ایالات متحده و اتحاد جماهیر شوروی، همزمان با جنگ سرد، به عنوان ابرقدرت جهانی تثبیت شدند. این دو ابرقدرت برای دهه‌ها پس از پایان جنگ بر بیشتر دولت‌های جهان نفوذ سیاسی داشتند.
نظام کنونی امنیتی، اقتصادی و سیاسی جهان پس از جنگ ایجاد شد. نهادی مانند سازمان ملل متحد برای پیشبرد امور بین‌الملل با هدف جلوگیری از وقوع یک جنگ عمومی دیگر تأسیس شد. جنگ‌ها نیز مسیر زندگی بشر را به‌شدت تغییر داد. فناوری‌های توسعه‌یافته در زمان جنگ تأثیر عمیقی بر زندگی بشر در زمان صلح نیز داشت؛ مانند پیشرفت در هواپیماهای جت، پنی سیلین، انرژی هسته‌ای و رایانه‌های الکترونیکی.

## جنگ جهانی سوم
از زمان بمباران اتمی هیروشیما و ناکازاکی در جنگ جهانی دوم، ترس گسترده از وقوع جنگ جهانی سوم بین قدرت‌های دارای سلاح هسته‌ای وجود دارد. گفته می‌شود که این جنگ به یک جنگ هسته‌ای تبدیل خواهد شد و از هر دو جنگ جهانی اول و دوم ویرانگرتر و خشن‌تر خواهد بود. برخی افراد سناریوهای احتمالی را پیش‌بینی کرده‌اند و در بسیاری از کشورها در ادبیات داستانی به آن پرداخته شده‌است. سناریوهایی که از جنگ متعارف تا جنگ هسته‌ای محدود یا کامل، متغیر هستند.
برخی سیاستمداران به جنگ‌های مختلف جهانی گذشته و حال پس از جنگ جهانی دوم، مانند جنگ سرد و جنگ علیه ترور اشاره دارند. با این حال، هیچ‌یک از جنگ‌ها معمولاً جنگ جهانی تلقی نمی‌شوند. در سدهٔ بیست و یکم، جنگ در افغانستان، بهار عربی، جنگ داخلی سوریه، جنگ روسیه و اوکراین، جنگ داخلی یمن، ناآرامی‌های قزاقستان و سرایت‌های جهانی آن‌ها گاهی به عنوان جنگ‌های نیابتی توصیف می‌شوند.

## دیگر درگیری‌های جهانی
برخی از مورخان فروپاشی تمدن در اواخر عصر برنز را به‌عنوان «جنگ جهانی صفرم» توصیف کرده‌اند. تاریخ‌دان و قوم‌شناس روسی لیف گومیلیف، جنگ شاهنشاهی ساسانی و امپراتوری بیزانس (۶۰۲–۶۲۸) را «جنگ جهانی قرن هفتم» نامیده‌است. این جنگ به‌طور عمده میان امپراتوری بیزانس و شاهنشاهی ساسانی رخ داد و بر دیگر درگیری‌های آن دوره اثر گذاشت. بعضی مورخان جنگ سی‌ساله و جنگ هشتادساله را اولین درگیری جهانی می‌دانند، زیرا در آن زمان جنگ‌ها بین امپراتوری‌های اروپایی که متحد یا دشمن هم بودند، رخ داد و به فراتر از قاره اروپا نیز رسید.

ریچارد اف‌همیلتون و هولگر اچ‌هرویگ، فهرستی از هشت جنگ جهانی، شامل دو جنگ جهانی سده بیستم و شش جنگ دیگر ارائه داده‌اند؛ جنگ نه‌ساله، جنگ جانشینی اسپانیا، جنگ جانشینی اتریش، جنگ هفت‌ساله، جنگ‌های انقلاب فرانسه و جنگ‌های ناپلئونی
برخی از نویسندگان از درگیری‌های انقلاب آمریکا به‌تنهایی به عنوان یک جنگ جهانی یاد کرده‌اند. نمونهٔ احتمالی دیگر، جنگ دوم کنگو است که ۹ کشور را درگیر کرد و با وجود صلح رسمی و اولین انتخابات دموکراتیک با جنگ‌های کم شدت ادامه یافت. از آن به عنوان «جنگ بزرگ آفریقا» یاد شده‌است.
فهرست گزینه‌های جنگ جهانی؛
| رویداد              | تلفات جنگ               | موقعیت مکانی                                           | تاریخ                    |
| ------------------- | ----------------------- | ------------------------------------------------------ | ------------------------ |
| فتوحات مغول         | ۳۰٬۰۰۰٬۰۰۰              | اروپا و آسیا (اوراسیا)                                 | از ۱۲۰۶ تا ؟             |
| جنگ نه ساله         | ۶۸۰٬۰۰۰                 | اروپا، آمریکای شمالی، آمریکای جنوبی، آسیا              | از ۱۶۸۸ تا ۱۶۹۷ (۹ سال)  |
| جنگ جانشینی اسپانیا | ۷۰۰٬۰۰۰ تا۱٬۲۵۱٬۰۰۰     | اروپا، آمریکای شمالی، آمریکای جنوبی، آفریقا            | از ۱۷۰۱ تا ۱۷۱۴ (۱۳ سال) |
| جنگ جانشینی اتریش   | ۳۵۹٬۰۰۰                 | اروپا، آمریکای شمالی، آمریکای جنوبی، هند               | از ۱۷۴۰ تا ۱۷۴۸ (۸ سال)  |
| جنگ هفت‌ساله         | ۹۹۲٬۰۰۰ تا۱٬۵۰۰٬۰۰۰     | اروپا، قاره آمریکا، آفریقا، آسیا                       | از ۱۷۵۴ تا ۱۷۶۳ (۹ سال)  |
| انقلاب آمریکا       | ۲۱۷٬۰۰۰ تا ۲۶۲٬۰۰۰      | اروپا، قاره آمریکا، آسیا، آفریقا، اقیانوس هند و اطلس   | از ۱۷۷۵ تا ۱۷۸۳ (۸ سال)  |
| انقلاب فرانسه       | ۶۶۳٬۰۰۰                 | اروپا، مصر، غرب آسیا، اقیانوس هند و اطلس               | از ۱۷۹۲ تا ۱۸۰۲ (۹ سال)  |
| جنگ‌های ناپلئونی     | ۱٬۸۰۰٬۰۰۰ تا۷٬۰۰۰٬۰۰۰   | اروپا، آسیا، قاره آمریکا، اقیانوس هند و اطلس، مدیترانه | از ۱۸۰۳ تا ۱۸۱۵ (۱۳ سال) |
| جنگ جهانی اول       | ۱۵٬۰۰۰٬۰۰۰ تا۶۵٬۰۰۰٬۰۰۰ | جهانی                                                  | از ۱۹۱۴ تا ۱۹۱۸ (۴ سال)  |
| جنگ جهانی دوم       | ۴۰٬۰۰۰٬۰۰۰ تا۸۵٬۰۰۰٬۰۰۰ | جهانی                                                  | از ۱۹۳۹ تا ۱۹۴۵ (۶ سال)  |
| جنگ سرد             |                         | جهانی                                                  | از ۱۹۴۷ تا ۱۹۹۱ (۴۴ سال) |
| جنگ علیه تروریسم    | ۲۷۲٬۰۰۰ تا ۱٬۲۶۰٬۰۰۰    | جهانی                                                  | از ۲۰۰۱ تا ۲۰۲۱ (۲۰ سال) |